# Рыскин, Евсей Исаакович
Евсей Исаакович Рыскин (24 октября 1903, Милославичи, Могилёвская губерния, Российская империя — 3 мая 1965, Москва, СССР) — советский библиограф, библиографовед, источниковед и преподаватель.

## Биография
Родился 24 октября 1903 года в Милославичах. В 1922 году поступил в Северо-Кавказский государственный университет, который он окончил в 1927 году, в том же году переехал в Москву и поступил на аспирантуру МГБИ, которую он окончил в 1936 году, будучи выпускником аспирантуры МГБИ работал учителем в средней школы Москвы, затем перешёл на работу в Московский библиотечный техникум, затем заведовал библиографическим отделом Ростовской научной библиотеки имени К. Маркса. После окончания аспирантуры, руководство МГБИ решила оставить дипломированного специалиста у себя и тот до 1962 года работал преподавателем, в 1962 году был повышен в должности — стал профессором кафедры библиографии, данную должность он занимал до смерти.
Скончался 3 мая 1965 года в Москве.

## Научные работы
Основные научные работы посвящены проблемам теории, методологии и методики литературной библиографии. Автор свыше 30 научных работ и 10 книг.
- Дал глубокий анализ взаимосвязей библиографии художественной и литературоведческой литературы и литературоведения.
- Предложил классификацию читателей художественной литературы по этапам развития читательской культуры.
- Проследил тенденции развития методики библиографии в XIX и XX веках.
- Установил связи библиографии с формированием культуры чтения.